# Din Djarin
Din Djarin (a Mandalóri), becenevén Mando, a Star Wars világának kitalált karaktere és a Disney+ – os A Mandalóri sorozat címszereplője. Kisgyermekként az árván maradt Dint felvették a mandalori kultúrába, később fejvadász lett. Eredetileg Grogu, egy idegen gyermek elfogásával bízta meg az Ügyfél, egy birodalmi ügynök. A Mandalóri azonban megvédi őt a Galaktikus Birodalom maradványaitól és nevelőapjává válik. Feladatául kapja, hogy vigye vissza őt a Jedikhez.

## Története

### Gyermekkora
Din valamikor Y. e. 22 előtt született, egy számunkra (még) ismeretlen bolygón.
Együtt élt a a családjával, amikor szeparatista harci droidok támadták meg falujukat. Ennek okán ellenségként tekintett minden droidra.
A szülei elrejtették őt. Kicsivel később mandaloriak találtak rá, akik népükön belül a Őrség gyermekeibe tartoztak. Ennek az alakulatnak a tagjai ősi mandalori szokások szerint cselekednek (pl.: sosem mutatják meg arcukat mások előtt).

### Fejvadász
A mandaloriak bolygóját a Mandalore-t először Darth Maul,  majd később a Birodalom vonta uralma alá. [Ez még nincs tisztázva, de valószínűleg a The Watch csoport székhelye a Concord Dawn (ejtsd: konkord dón) bolygón volt] Ezért Din nem sok időt tölthetett népének központi bolygóján. Ha egy mandalori életben akart maradni, el kellett bújnia egy másik bolygón.
Mando és társai a Nevarro (ejtsd: nevárró) nevű bolygón húzódtak meg. A többiekkel ellentétben, Din nem maradt rejtve, hanem fejvadászként tevékenykedett a Fejvadász-céh (Bounty Hunters' Guild) keretein belül. Főnöke Greef Karga volt, aki jutalomért (általában pénzért) cserébe munkát adott neki, azaz egy nyomjeladót ami elvezeti őt a célszemélyhez.
A Mandalóri 1. Fejezetében Din egy jeges bolygóra, a Maldo Kreis-re (ejtsd: maldo krísz) ment, hogy elfogjon egy Mythrol fajba tartozó személyt. Miután leszállította őt és megkapta jutalmát, új munkát kér. Greef Karga nem akart neki munkát adni, mert abból kevés, de fejvadászból sok volt. Végül megkapja élete legnagyobb értékű célszemélyét, egy ötvenéves gyermeket, Grogut. (Igaz ekkor még se Din, se a nézők nem tudták a nevét.) Először csak belépési engedélyt kapott – azaz nem nyomjeladót – de elfogadta, mert nagy jutalmat ígért neki Greef Karga. A belépési engedély egy nevarroi birodalmi épületre szólt. Ott találkozott a megbízóival, Az Ügyféllel és Dr. Pershing-gel. Itt Az Ügyfél felfedi a jutalmat, a színtiszta beskart (ejtsd: beszkár), ami nagyon értékes egy mandalori számára (mivel abból készül a páncéljuk), ezért Mando elfogadja. Miután megkapta nyomjeladóját, elindult az Arvala-7 nevű bolygóra, ahol a célszemélynek lennie kellett. A tájékozódásban segítséget kapott Kuiiltől, az Ugnaughttól. Amint odaért a helyszínre, egy IG-11-es fejvadász droid és kalózok fogadták. A robot segítségével legyőzték a kalózokat és rátaláltak Grogura. Itt az IG-11-es le akarta lőni a kicsit így, Mando lelőtte a robotot.
A 2. Fejezetben, a visszaúton megtámadta őket két trandoshi fejvadász és le kellett győznie egy Sárszarvút, hogy megszerezze tojását, amiért cserébe a Jawák visszaadják neki hajójának alkatrészeit. Itt Grogu megmenti életét, ami később fontos lesz.
A 3. Fejezetben, visszaérve a Nevarrora, leszállítja Grogut és megkapja érte jutalmát. Már indulna el, amikor visszafordul, elviszi a kicsit a birodalmiaktól és ezzel megszegi a Fejvadász-céh egy szabályát. Ezért mikor menne hajójához, a Borotvaélhez, útját állja több tucat fejvadász és Greef Karga. Egy hosszadalmas harc után a többi mandalori is felfedi magát és segítenek Mandonak legyőzni a fejvadászokat. A Fejvadász-céh oldalán állók közül egyedül Greef Karga marad életben, ő is csak azért, mert Din lövése a mellzsebében lapuló beskart találta el.

### Nevelőapa
Ezek után Din céljává válik, hogy Grogut elvigye egy biztonságos helyre, ezért a 4. Fejezetben elmegy egy nyugalmas bolygóra, a Sorgant-ra. Itt találkozik először Cara Dune-nal, aki segít neki megvédeni egy ottani falut a helyi kalózoktól. Hosszas tervezgetés és csata után a falubeliek győznek. Azt szeretnék a falusiak, hogy ne csak Grogu, hanem Mando is maradjon ott, de ő nem akar. Mindezt az változtatja meg, hogy Cara észreveszi, hogy egy fejvadász céloz Grogura és gyorsan lefegyverzi. A kezében egy nyomjeladó volt és A Mandalóri rájön, hogy Grogunak mellette kell maradnia, mert csak úgy van biztonságban.
Ahhoz, hogy egy kicsit feljavíttathassák a Borotvaélt, az 5. Fejezetben elmennek a Tatuinra. Ott ismerik meg Peli Motto-t, a szerelőt. Grogu a hajón marad, amikor Din elmegy a Mos Eisley-i kocsmába. Miután Grogu kisétált a Borotvaélből, Peli Motto kezelésbe veszi és úgy bánik vele, mintha a saját gyermeke lenne. Mando a kocsmában talál munkát, pontosabban segít Toro Calican-nak levadászni Fennec Shand-et, a mesterlövészt. Sikerül kijátszaniuk Fennecet, le is győzik. Viszont amikor Mando elmegy a járgányáért, Fennec elmondja Toronak, hogy Mando sokkal értékesebb nála. Toro megfogadja Fennec tanácsát, de lelövi őt is és fogságba ejti Grogut. Mikor Mando visszaért a hajójához, felmérte a helyzetet egy ügyes csellel legyőzte Torot és a pénzéből kifizette Peli Motto-t.
A 6. Fejezetben Din egy kitérő útra indult, hogy pénzt szerezzen. Egy régi barátjához, Ranzar Malk-hoz ment egy űrállomásra. Ott azt kérték tőle, hogy segítsen kiszabadítani egy foglyot egy Új Köztársasági börtönből. Egy kisebb vita után Mando belement. A csapatnak tagja volt egy olyan nőszemély akit Mando már ismert korábbról (egy Twi'lek, Xi'an, aki valamikor Mando szerelme volt, de nem boldogan váltak el egymástól, ahogy az az epizódban kiderül), de Miggs Mayfeld is benne volt, aki fontos lesz még később a sorozatban. Miután lelőttek néhány börtönőr robotot és megöltek egy tisztet is (aki vészjelzést adott le), sikeresen kiszabadították Qint, Xi'an bátyját. Ezután Dint belökték a tömlöcbe, viszont ő sikeresen kiszabadult és legyőzte a többieket. Ezek után leszállította Qint, akinek korábban a zsebébe rakott egy nyomjeladót, így az Új köztársasági pilóták szétlőtték az űrállomást.
A 7. Fejezetben Din egy üzenetet kapott Greef Kargától, aki arra kérte őt, hogy menjen vissza a Nevarrora és együtt űzzék ki a Birodalmat. Mando nem bízott meg teljesen volt főnökében ezért elment Cara Dune-hoz és Kuiilhez, hogy segítséget kérjen tőlük. Kuiilnél találkoztak az IG-11-es droiddal, akit új gazdája átprogramozott, hogy védelmezze Grogut. Ettől függetlenül Mando féltette tőle a kicsit. Kuiil Blurrgjeit (ejtsd: blörg) is elvitték, hogy rajtuk utazhassanak. A Nevarron Greef Kargát megsebesítette egy mynock és Grogu gyógyította meg az Erővel. Később kiderült, hogy Din okkal nem bízott volt főnökében, de azok után, hogy Grogu meggyógyította, inkább Mandoék oldalára állt. Át akarták verni Az Ügyfelet, de ekkor Moff Gideon katonái szétlőttek mindenkit. Főhőseink életben maradtak, de a helyi birodalmiak nem. Ekkor A Mandalori arra utasította Kuiil-t, – akit hátrahagyott A Gyermekkel – hogy minél előbb térjenek vissza a Borotvaélre. Ezt az üzenetet azonban elfogta két birodalmi őr, akik megölték Kuiilt és magukhoz ragadták Grogut.
A 8. Fejezetben érkezett meg Moff Gideon, Dinék igazi ellensége. Ekkor tudtuk meg a Moff szájából Mando nevét és ekkor láttuk egy visszaemlékezésben Din háttértörténetét. Amikor IG-11 odavitte Grogut, egy kicsit megfogyatkoztatták a birodalmiakat, viszont azok sikeresen visszaszorították és megpróbálták kifüstölni főhőseinket. Mando nagyon megsérült a harcban, de elveit itt sem adja fel, viszont IG-nek megengedte, hogy levegye sisakját, mert ő nem élőlény. A fejvadászrobot sikeresen átvágta a fémrácsot, a mandalori csatornahálózatához. Rövid keresgélés után eljutottak a Páncélkészítőhöz, aki rárakott Mando jobb vállára egy jelet, Din és Grogu klánjának a jelét. A kovács azt is elmondja, hogy Mandonak vagy a fajtájához (a Jedikhez vagy a fajához) kell elvinnie, vagy mandalorivá kell képeznie Grogut. Din úgy dönt, hogy a Jedikhez viszi el. Ezek után a kovács még egy ajándékot is ad ezek után, egy hátirakétát (amire Din már régóta vágyott). Mivel a birodalmiak veszélyt jelentettek rájuk ott lent, el kellett menekülniük, viszont A Páncélkészítő ott maradt és legyőzte a rohamosztagosokat. A menekülőút egy lávafolyó volt, amin egy csónakkal mentek át, de az alagút végén a Birodalom fogadta őket. Ezért IG-11 végleg úgy döntött, hogy feláldozza magát, amire Mando elérzékenyedik (először egy droid miatt). Sikeresen legyőzik a birodalmiakat, viszont Gideon túléli, akinél ott van a sötétkard, a mandalori fénykard, ami még fontos lehet a sorozat és Din szempontjából később.
A 9. Fejezetben Gor Koresh-től tudja meg, hogy a Tatuinon találhat egy mandalorit. El is utazott oda, pontosabban Peli Motto szervizébe. Itt nagy karakterfejlődés-beli előrelépésnek számít, hogy engedi a droidoknak, hogy ők javítsák a hajót. Innen (Mos Eisleyból) Mos Pelgoba utazik, mert elméletileg ott találja a mandalorit. Ott Cobb Vanth-el találkozik, aki egy mandalori páncélt visel, miközben nem mandalori. Din vissza akarja adni a páncélt – ami Boba Fetté valójában – egy mandalorinak, de Mos Pelgo tábornagya meg akarja tartani. A konfliktust úgy lehet feloldani, hogy ha Mando segít legyőzni a Krayt-sárkányt, akkor Cobb Vanth visszaadja a páncélt egy mandalorinak. Ez mind így is történik és barátokká válnak.
A 10. Fejezetben, még a Tatuinon találkozott Béka Asszonnyal, aki megígérte, hogy talál neki egy mandalorit. Cserébe viszont le kell őt szállítania a Trask nevű bolygóra hiperűrutazás nélkül. Útközben összeakadnak az Új Köztársasággal, ami bonyodalmakat okoz. Mivel végül hagyják tovább menni, ezért csak a Borotvaél szenvedett károsodást a Maldo Kreis nevű bolygón.
Amikor a 11. Fejezetben megérkeztek a Trask-ra, Din tovább érdeklődött a mandalori iránt és hármat is talált (pontosabban ők találtak rá, menekítették meg). A vezetőjük Bo-Katan Kryze, a másik két tag pedig Koska Reeves és Axe Woves. Mando segített nekik elfoglalni és elvenni egy Gozanti-osztályú cirkálót (Gozanti-class cruiser) a Birodalomtól. Ezért cserébe Bo-Katan elmondta neki, hol találja Ahsoka Tanót.
Mivel a Borotvaél (Razor Crest) károsodást szenvedett, el kell menni megjavíttatni. Hogy ne kerüljön semmibe, a Nevarro-ra mennek, Greef Kargához, a 12. Fejezetben. Ő megkéri Mando-t, hogy segítsen nekik felrobbantani egy "elhagyatott" birodalmi bázist. Kiderül, hogy az egy egyáltalán nem elhagyatott birodalmi laboratórium volt. Itt tudják meg a főszereplők, hogy Moff Gideon életben van. A laboratórium tele volt érdekes dolgokkal, melyek emberi testeknek, klónoknak tűntek, de ez nincs bizonyítva. A laboratórium felrobban, az itteni birodalmiakat pedig legyőzték. Szinte teljes a siker, de kiderül, hogy a az egyik szerelő (a mimbani), Moff Gideon kéme. Rakott egy nyomjelzőt a Borotvaélre, így a Moff már tudja, merre jár Din Djarin.
A 13. Fejezetben Mando és Grogu elindulnak a Corvus-ra, miután meg lett javítva hajójuk, a Borotvaél. A Corvuson találnak egy várost, benne pedig a Magisztrátust, Morgan Elsbeth-et. Ő azt kéri, hogy egy beskar rúdért cserébe hozza el neki Ahsoka Tanót. A Mandalori természetesen elment Ahsokához, de ő segítséget kért tőle Groguval kapcsolatban, nem pedig levadászta. A Jedi nem akarta kitanítani Grogut, az érzelmi kötődéseire hivatkozva. Együtt, ketten legyőzték Morgan Elsbeth-et és csatlósait. Cserébe Din megkapta a beskar rudat és Ahsoka elmondta, hogy a Tython nevű bolygón ha kirakja Grogut a Látókőre, más Jedik megérezhetik hollétét.
A 14. Fejezetben, a Tythonon Din kirakja Grogut a Látókőre, ahogyan azt Ahsoka elmondta, de egy ideig semmi sem történt. Eközben megérkezik a Slave-1, Boba Fett űrhajója. Ezért Mando lemegy megnézni kitől kell tartania. A The Mandalorian 2. évadának első részéből megtudtuk, hogy Boba Fett életben maradt, így itt is ő jelent meg. Korábban megmentette Fennec Shand életét, aki cserébe szolgálja őt, ez itt is így történik. Boba Fett  a páncéljáért jött, amit A Mandalori nem akar neki odaadni, de amint Moff Gideon birodalmi erői megérkezik, együtt harcolnak ellene. Ez előtt Boba megígérte, hogy a páncéljáért cserébe garantálja A Gyermek biztonságát. A sima rohamosztagosokat küzdelmes harc után legyőzik, de Moff Gideon megelégeli ezt és a cirkálójával lelöveti Din űrhajóját, a Borotvaélt. Ezek után leküldi a Sötét osztag (Dark Trooper) 4 tagját, akik elrabolják Grogut. A Borotvaélből csak a kis golyó – amellyel Grogu szeretett játszani –  és a beskar rúd maradt meg. Boba fett nem szegi meg az ígéretét, tovább segít Mandonak és Fennec is vele tart.
Mivel Moff Gideon a hiperűrön keresztül elmenekült, hőseink nem tudták merre találják őt. A 15. Fejezetben Ezért kénytelenek voltak keresni egy birodalmi bázist, ahol van megfelelő készülék Moff Gideon hollétének kimutatására. Ezek után, úgy döntöttek, hogy felkeresik Miggs Mayfeldet egy Új köztársasági munkatáborban. Ő korábban a Birodalom alatt szolgált így meg tudta mondani, hogy a Morak nevű bolygón található egy megfelelő bázis. Hogy ne bukjanak le, beépültek birodalmiaknak és harcoltak kalózok ellen is. Bent megszerezték a koordinátákat és ki is menekültek, aztán pedig szétlőtték a bázist. Ez a rész nagyon fontos volt Mayfeld és Din karakterfejlődésében. Mando gyerekkora óta először mutatta meg arcát emberek előtt, ezzel mutatva Grogu iránti szeretetét. Mayfeld pedig lelőtte korábbi birodalmi felettesét egy feszült párbeszéd után. Ennek a fő oka a Parázs-hadművelet volt, amit az Uralkodó adott parancsba halála utánra. Ez annyit takar, hogy pusztítani kell és káoszt kell teremteni.
A 16. Fejezetben, miután Din, Cara, Boba és Fennec elrabolt egy Lambda osztályú birodalmi űrkompot, felkeresték Bo-Katant és Koska Reevest egy számunkra ismeretlen bolygón. Itt történik egy kis összetűzés, de ami Din szempontjából fontos, az az, hogy itt hallott először a Sötétkardról. Így hatan elindulnak Moff Gideon cirkálójához. Azt színlelték, hogy a Slave-1 üldözi Doktor Pershinget, így bejutottak a hajóba. A hajón belül nem titkolták tovább kilétüket, Dint hátrahagyva támadtak előre a társai. El is jutottak a hídhoz, de Gideon nem volt ott. Eközben Mando nagynehezen leküzdött egy Sötétosztagost és a többit pedig kilőtte az űrbe. A Moff Grogunál volt és fölé tartotta a Sötétkardot. Egy vizuálisan csodálatos harc után Mando legyőzte Gideont, ezzel – akaratlanul – megszerezve a Sötétkardot. Miután elért a hídra, Gideon megkérdezi Bo-Katantól, hogy miért nem veszi el a fegyvert. Egy hosszabb párbeszéd után Din megtudja, hogy ez már az ő tulajdona – tehát csak harcban vehetik el tőle – és ezentúl ő Mandalore jogos uralkodója. Ezek után a Sötétosztagosok visszatérnek a rakétáik segítségével és eljutnak a híd előtti folyosóig. Ekkor egy X-szárnyú száll be a Gozanti-osztályú cirkálóba. Ekkor a Sötétosztagosok megfordulnak és Grogu felemeli a fejét, ekkor biztosan tudjuk már, hogy az illető egy Jedi. Ez a zöld fénykardos Jedi legyőzte az összes ellenségét és eljutott a hídhoz. Itt lehullott le a lepel kilétéről, azaz a csuklya a fejéről. Az illető nem volt más mint maga Luke Skywalker, aki azért jött, hogy elvigye Grogut. Dinnek nagyon nehéz volt elengednie a kicsit. A szeretete akkora volt felé, hogy áttörte gátjait, azaz levette a sisakját Grogu kedvéért. Luke elvitte A Gyermeket a Jedi-akadémiájára.

## Leírása

### 1. évad

#### 1-3. Fejezet
Din, fején, hátán és jobb vállán beskarból készült páncélt viselt. Bal vállát, mellét, két alkarját, két combját és két sípcsontját egy kevésbé ellenálló fém borította. A páncél alatt barna színű bőrruhát hordott. Kezét is bőrkesztyű borította.
3 övet viselt, mindhármat töltények tárolására használta. Egyet a jobb combján, egyet a derekán és egyet "a testén" viselt. Az utóbbi a bal vállától a dereka jobb oldaláig ívelt át. Amelyiket a derekán hordta, arra is szolgált, hogy egy rajta lógó tasakban egy pisztolyt tartson. A hátára akasztva hordott egy hosszú puskát is. Az alatt, pedig egy barna palástot hordott.

#### 3-8. Fejezet
A 3. Fejezet közepén a mandalori kovács (A páncélkészítő), a Grogu leszállításáért kapott beskarból kicserélte a bal vállán, a mellén, a két combján és a két alkarján lévő fémet beskarra. Minden más maradt úgy, ahogy volt.

#### 8. Fejezet
A sorozat 1. Fejezetében legyőzte a sárszarvú nevű állatot. Ennek az állatnak a mintázatát A páncélkészítő rákovácsolta Mando jobb vállán lévő beskarra. Természetesen az is beskarból készült. Din végül megkapta az egyik legjellegzetesebb mandalori jelképet, a jetpack-et, amely szintén beskarból készült.
Ettől fogva Din és Grogu, A sárszarvú klán két tagja.

### 2. évad
A The Mandalorian 2. évadában nem váltott páncélt ruházatot, de az 1. évadhoz képest történt néhány változás. Mellén, hátán, vállain, alkarjain, combjain, és sípcsontjain már beskar páncélt viselt. Jobb combján lévő páncéldarab, viszont egy kis alak-változtatáson esett át.
Az első évad utolsó részében hosszú hajjal, viszont a második évad 6. és 8. részében már rövidebb hajjal láthattuk pár percre Mando arcát (Pedro Pascal).

## Háttere
Gyermekkorában szeparatista droidok támadták meg a falut, ahol élt, ezért jó ideig egy droidban sem bízott meg.
Mandaloriak találták meg, harcosnak nevelték, majd felnőtt korában letette az esküt (mandalori eskü).

## Megjelenései a kánonban[* 1]

### Sorozatokban
- A Mandalóri (2019–, első megjelenés, 21 epizód)
- Boba Fett könyve (2022, 3 epizód)

### Videójátékokban
- Star Wars: Galaxy of Heroes (2019)

### Könyvekben
- Star Wars: The Mandalorian - Regény (2021)[* 2]
- Star Wars: The Mandalorian - 2. évad - Regény (2022)[* 3]
- The Book of Boba Fett Junior Novel (2023)[* 4]

### Képregényekben
- Star Wars: A Mandalóri (2022–2023)
  - Star Wars: A Mandalóri – 1. kötet (2022, 4 képregényszám)[* 2]
  - Star Wars: The Mandalorian Vol. 2 – Season One Part Two (2023, 4 képregényszám)[* 2]
- Star Wars: The Mandalorian (2023–2024)
  - Star Wars: The Mandalorian – Season Two, Part One (2023, 4 képregényszám)[* 3]

## Fordítás
- Ez a szócikk részben vagy egészben  a   The Mandalorian (character) című angol Wikipédia-szócikk fordításán alapul.  Az eredeti cikk szerkesztőit annak laptörténete sorolja fel. Ez a jelzés csupán a megfogalmazás eredetét és a szerzői jogokat jelzi, nem szolgál a cikkben szereplő információk forrásmegjelöléseként.